# Kroem

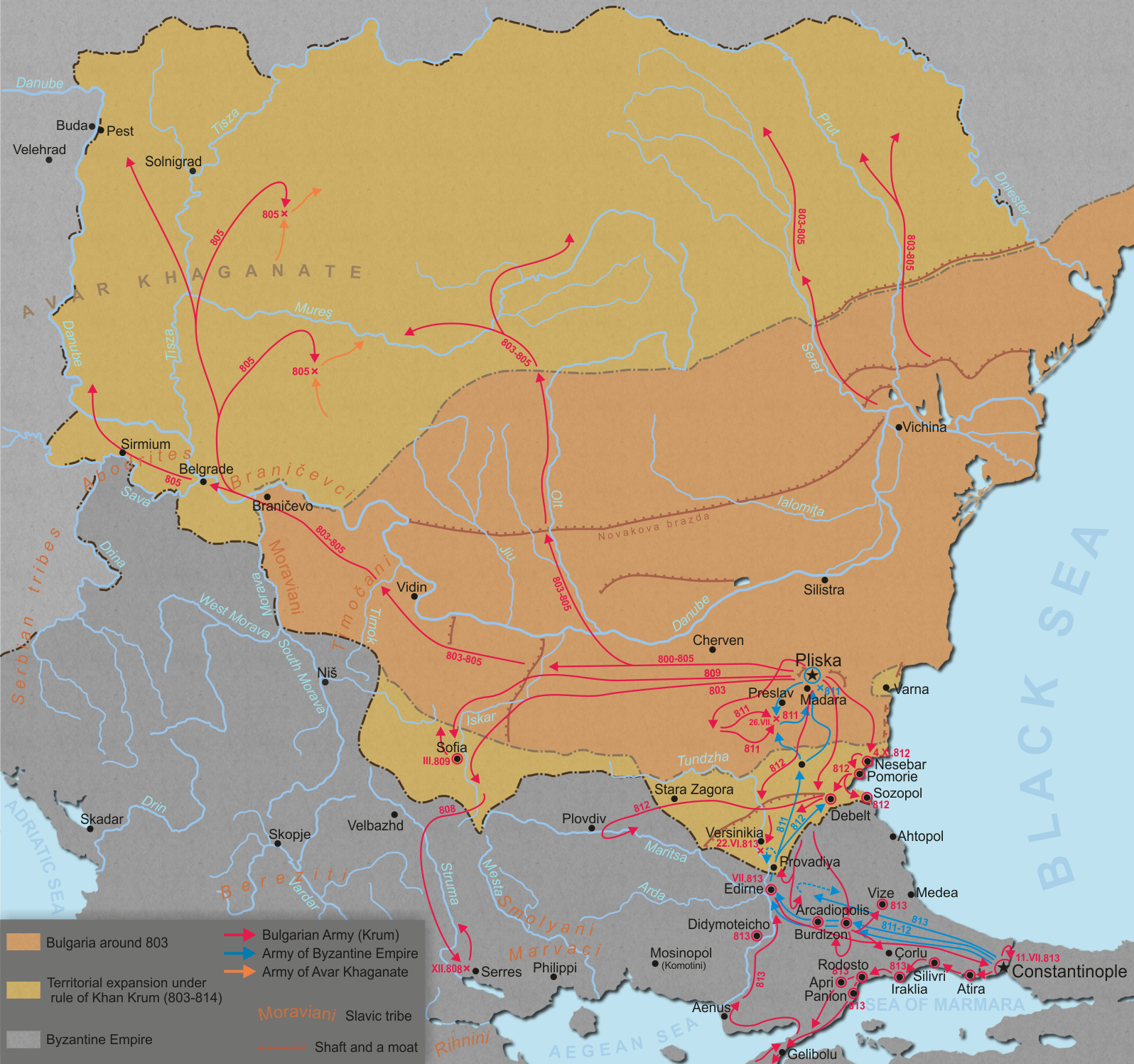
De veroveringen van Kroem

Kroem (Bulgaars: Крум) was een heerser van Bulgarije van ergens tussen 796 en 803 tot aan zijn dood op 13 april 814. Gedurende zijn heerschappij verdubbelde het Bulgaarse grondgebied en strekte het zich uit van de Donau tot de Dnjepr en van de Odrin tot het Tatragebergte.

## Levensloop
Kroem was afkomstig uit Pannonië. In 804 verdeelde hij samen met Karel de Grote het Avaarse Rijk en voegde Pannonië bij het Bulgaarse kanaat op de Balkan. Om zijn rijk te verstevigen vaardigde hij zogenaamde 'ijzeren wetten' of 'wetten van Kroem' af: privébezit werd beschermd, armoede en dronkenschap werden bestreden en de diverse etnische groepen kregen gelijke berechtiging.
Daarna richtte hij zijn aandacht op het Byzantijnse Rijk (Byzantijns-Bulgaarse oorlog). De vijandelijkheden begonnen in 807 na het aantreden van keizer Nikephoros I. In 809 nam Kroem de Byzantijnse stad Sofia in en liet de stadsmuren slopen. In 811 nam Nikephoros I de Bulgaarse hoofdstad Pliska in. De stad werd geplunderd en in brand gestoken. Op weg naar Sofia kwam het tot een treffen met het leger van Kroem. Tijdens de Slag bij Pliska sneuvelde Nikephoros I. Zijn schedel werd door Kroem gebruikt als koninklijke drinkbeker. Zijn zoon en opvolger Staurakios raakt tijdens dezelfde slag zwaargewond en zou kort nadien aan zijn verwondingen sterven.
Keizer Michaël I Rangabe weigerde een vredesakkoord te ondertekenen en wat volgde is de Slag bij Versinikia (813), een totale overwinning voor de Bulgaren. Bij de verovering van Adrianopel nam Kroem 30.000 Byzantijnen gevangen, die hij liet afvoeren naar het noorden. Michael I trad af. Ook zijn opvolger Leo V weigerde vredesonderhandelingen.
Tijdens de voorbereidingen van de belegering van Constantinopel stierf Kroem in zijn paleis in Pliska, naar verluidt na het eten van berenvlees. Hij werd opgevolgd door zijn zoon Omoertag.